# Egon Jux
Pour les articles homonymes, voir Jux.

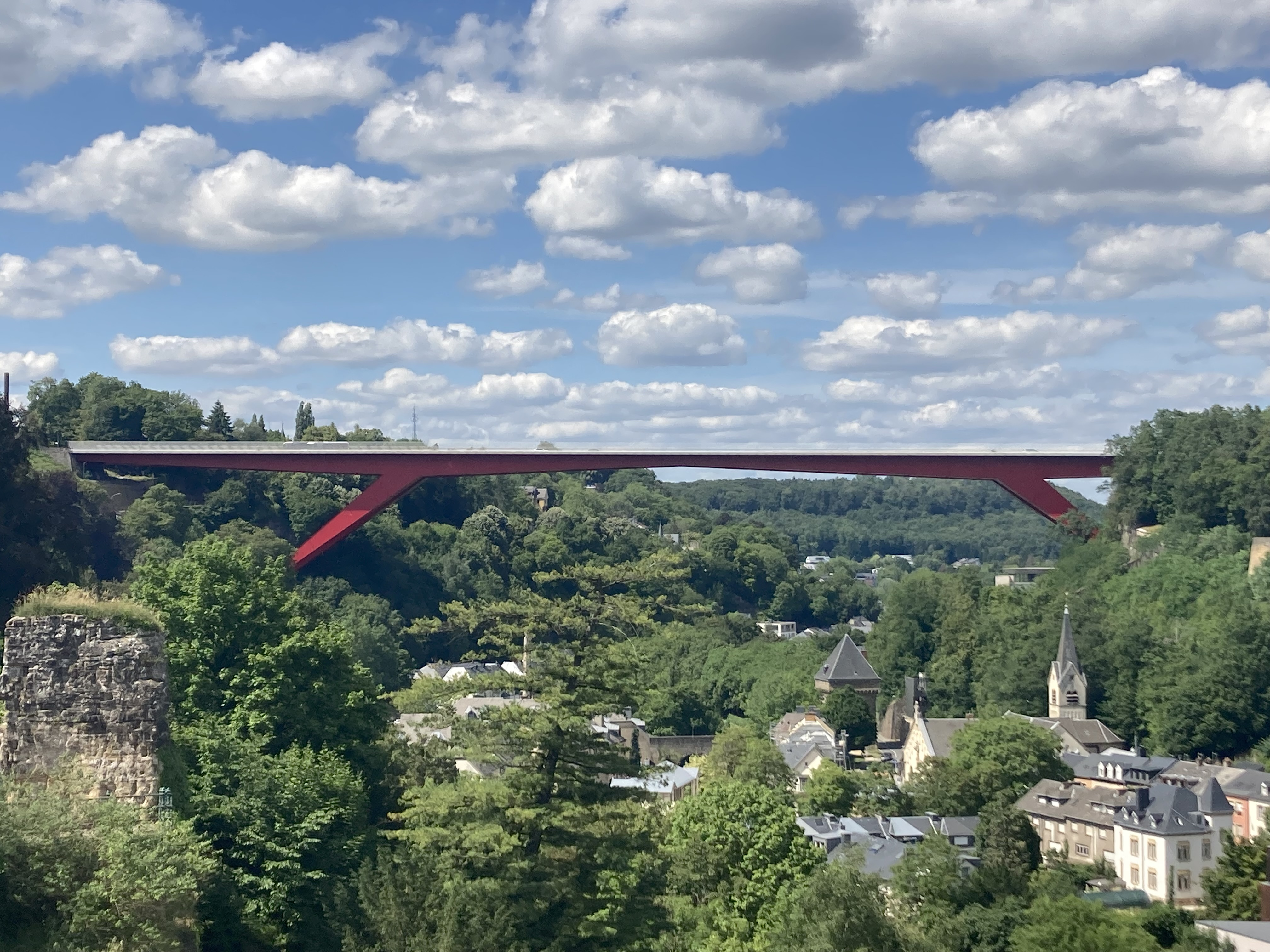
Le pont grande-duchesse Charlotte.

Egon Jux, né le 17 juillet 1927 à Königsberg et mort le 19 août 2008, est un architecte allemand.
Il est connu pour être l'architecte du pont grande-duchesse Charlotte à Luxembourg, du pont de Köhlbrand à Hambourg et du Flößerbrücke de Francfort-sur-le-Main.
Jux est l'élève de l'architecte suisse Le Corbusier.